# Coupe des nations de rink hockey 1937
Navigation
Coupe des nations 1935 Coupe des nations 1938
La Coupe des nations de rink hockey 1937 est la 16e édition de la compétition. La coupe se déroule en avril 1937 à Montreux.

## Déroulement
La compétition se compose d'un championnat à 4 équipes. Chaque équipes rencontrant les trois autres une seule fois.

## Résultats
|    | Équipes         | Pts | J | G | N | P  | BP | BC | Diff |
| -- | --------------- | --- | - | - | - | -- | -- | -- | ---- |
| 1º | Reich allemand  | 9   | 6 | 4 | 1 | 1  | 14 | 8  | 6    |
| 2º | Italie Juniores | 8   | 6 | 3 | 2 | 1  | 14 | 9  | 5    |
| 3º | France          | 4   | 6 | 0 | 4 | 13 | 16 | -3 |      |
| 4º | Suisse          | 3   | 6 | 1 | 1 | 4  | 8  | 16 | -8   |

|                 | Suisse | France | Italie | Reich allemand |
| --------------- | ------ | ------ | ------ | -------------- |
| Suisse          |        | 2-4    | 0-3    | 2-0            |
| France          | 2-1    |        | 2-3    | 1-2            |
| Italie Juniores | 1-1    | 5-3    |        | 1-1            |
| Reich allemand  | 6-2    | 3-1    | 2-1    |                |

## Classement final
| Classement         | Équipe         |
| ------------------ | -------------- |
| Médaille d'or      | Reich allemand |
| Médaille d'argent  | ItalieJuniores |
| Médaille de bronze | France         |
| 4                  | Suisse         |

| Vainqueur du tournoi de Montreux 1937 |
| ------------------------------------- |
| Reich allemand Allemagne 1°           |